# Kolektor (tunel)

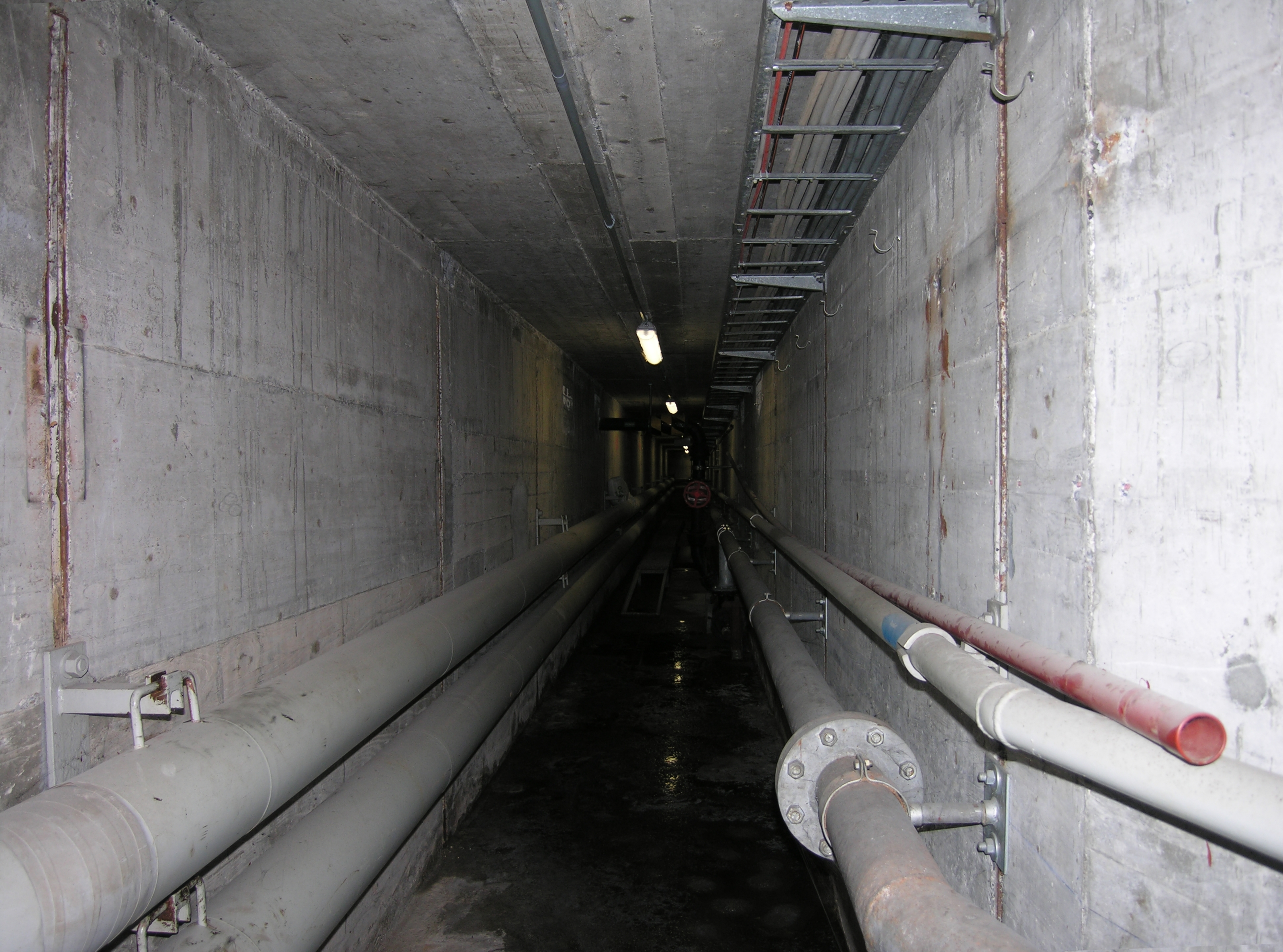
Technický tunel v Zürichu ve Švýcarsku

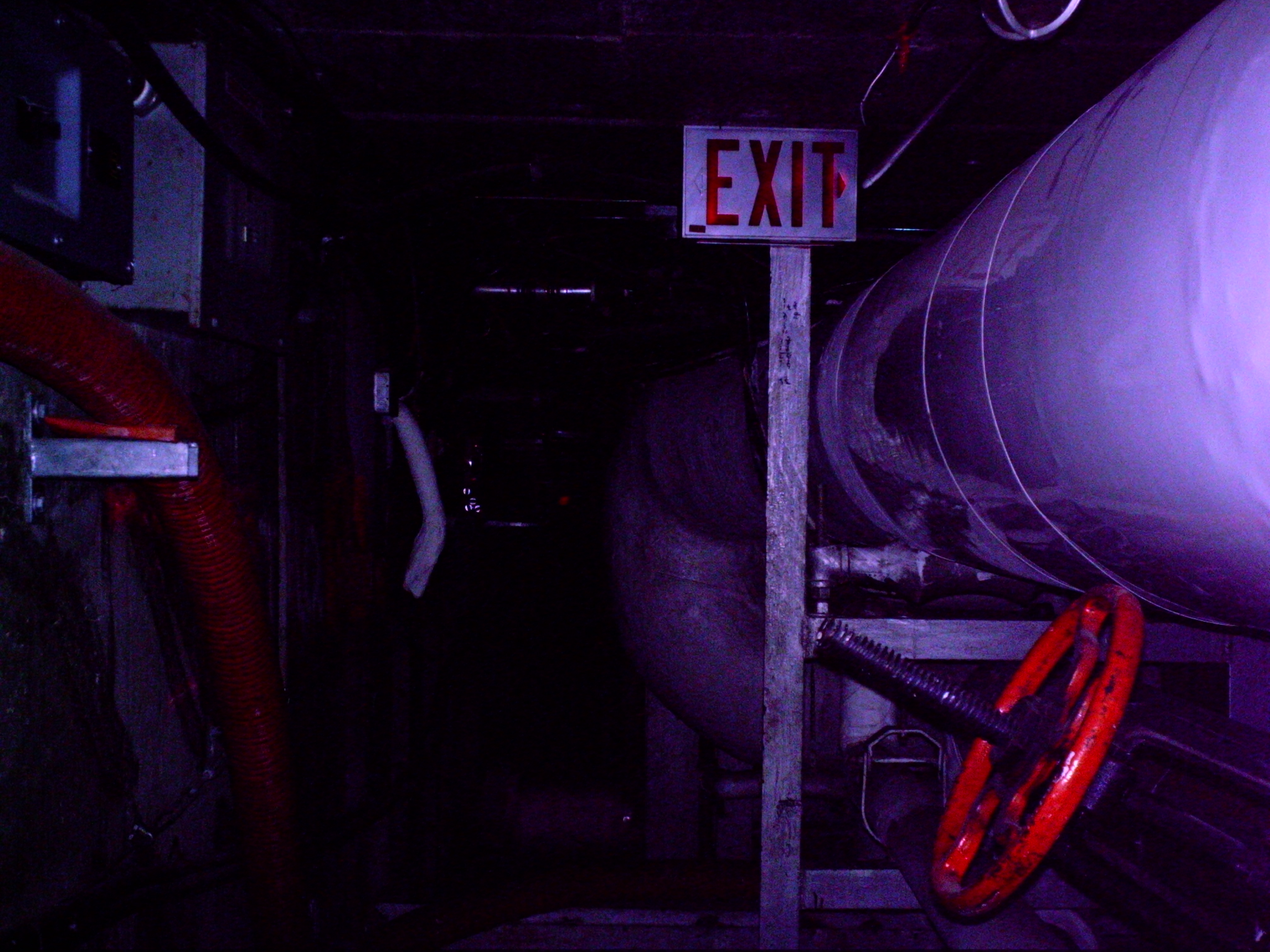
Kolektor v Torontu v Kanadě

Kolektor je tunel vedený pod povrchem v různých hloubkách, který slouží k ukládání inženýrských sítí a nahrazuje v zemi uložené sítě. Slouží např. k uložení kabelových rozvodů, telekomunikační sítě či k potrubní poště.
Výhoda použití kolektorů oproti pokládání kabelů do země je snadnější údržba, odstraňování závad, výměna nebo pokládání nových sítí na existujících trasách, neboť není nutné po trase vykopávat zeminu.

## Typy podle výstavby
Podle způsobu výstavby lze kolektory dělit na:
- Ražené hloubkové kolektory
- Hloubené kolektory
- Mělce ražené kolektory
- Kolektorové podchody
- Technické chodby – pokračování kolektorů v rámci staveb

Technické požadavky na české kolektory stanoví ČSN 73 7505 Sdružené trasy městských vedení technického vybavení.

## Historie a konkrétní sítě
Kolektorová síť byla budována v letech 1863–1904 v Londýně. Roku 1920 byla zprovozněna ve švýcarském Curychu a v letech 1928–1929 v Berlíně.
V Praze je systém kolektorů dlouhý cca 94 kilometrů ve správě společnosti Kolektory Praha. První zprovozněný kolektor v Praze roku 1969 v Chotkově ulici. Ve skutečnosti je v Praze víc kolektorů, ale mají různé správce - například 2 km z MTTÚ do bývalé ÚTB, nebo 26 kilometrů kabelových tunelů ve správě společnosti PRE a další. Ve velmi vzdálené budoucnosti se plánuje rozšíření na asi 120 km. 
V Brně je délka kolektorové sítě, budované od roku 1973, cca 21 km. Průměr brněnských primárních kolektorů je 5 m, sekundárních 3 m. Jejich správcem je a. s. Technické sítě Brno.
Jednotlivé kolektory bez ucelenější koncepce byly vybudovány i v Plzni, Mostě, Karlových Varech, Jihlavě, Ústí nad Labem a Ostravě.